# الحزب الإيطالي الليبرالي
الحزب الإيطالي الليبرالي (بالإيطالية: Partito Liberale Italiano, PLI)‏ حزب سياسي ليبرالي في إيطاليا، تفكك في عام 1994، بعد تداعيات الفساد في تحقيقات ماني بوليتي وخلفه العديد من الأحزاب الصغيرة. تولى قيادة الحزب العديد من الشخصيات السياسة منهم: جيوفاني جوليتي، بينيدتو كروتشه، جيوفاني مالاغودي.

## التاريخ

### الأصول
تعود أصول الليبرالية في إيطاليا إلى الحق التاريخي [الإنجليزية]، وهي مجموعة برلمانية شكلها كاميلو بنسو في برلمان مملكة سردينيا، بعد ثورة 1848. دعمت المجموعة الحكومة المركزية تقييد الاقتراع والضرائب التنازلية والتجارة الحرة. وعليه؛ فقد هيمنوا على السياسة الإيطالية بعد توحيد البلاد في عام 1861، لكنهم لم يشكلوا حزبًا. كان الليبراليون في الواقع ائتلافًا متنوعًا من القادة المحليين، الذين كانت مصادر قوتهم، حق التصويت ونظام الفوز للأكثر أصواتا.
في نهاية الحرب العالمية الأولى، أدخل نظام الاقتراع العام والتمثيل النسبي. تسببت هذه الإصلاحات في مشاكل كبيرة لليبراليين، الذين وجدوا أنفسهم غير قادرين على وقف صعود حزبين جماهيرين هُما الحزب الاشتراكي الإيطالي، وحزب الشعب الإيطالي [الإنجليزية]، الذي سيطر على العديد من السلطات المحلية في شمال إيطاليا حتى قبل الحرب. من خلال الحزب الديمقراطي المسيحي، بدأ الكاثوليك، الذين كانوا غير نشطين لفترة طويلة بسبب الصدمة الناجمة عن الاستيلاء على روما والصراعات بين الكرسي الرسولي والدولة الإيطالية، في الانخراط في السياسة، في معارضة كل من الحزب الديمقراطي المسيحي والمؤسسة الليبرالية، التي حكمت البلاد لمدة ستين عاما تقريبا.
وهكذا انقسم البرلمان بشكل أساسي إلى ثلاث كتل مُختلفة وأدى هذا التقسيم إلى صعود الاشتراكيين والمحرضين الفاشيين على العنف السياسي على الجانبين المتقابلين. في هذا الوضع الفوضوي، في عام 1922 أعاد الليبراليون تجميع الحزب الإيطالي الليبرالي، الذي انضم على الفور إلى تحالف بقيادة الحزب الوطني الفاشي وشكلوا معه قائمة مشتركة للانتخابات العامة 1924، محولين الفاشيين من قوة سياسية صغيرة إلى حزب أغلبية مطلقة. وقد حظر بينيتو موسوليني حزب الليبرالي الإيطالي، الذي فشل في إخضاع الفاشيين، في عام 1926، جنبا إلى جنب مع جميع الأحزاب الأخرى، في حين منح العديد من السياسيين الليبراليين القدامى مناصب سياسية مرموقة، ولكن غير مؤثرة، مثل المقاعد في مجلس الشيوخ الإيطالي، الذي جردته الإصلاحات الفاشية من أي سلطة.

### بعد الحرب العالمية الثانية
أعاد بينيدتو كروتشه تأسيس الحزب في عام 1943، الذي سمح له الاعتراف الدولي وعضوية البرلمان بالبقاء حُرًا خلال النظام الفاشي، وانضم إلى لجنة التحرير الوطنية. بعد نهاية الحرب العالمية الثانية، أصبح إنريكو دي نيكولا، الليبرالي، "رئيسا مؤقتا للدولة" وآخر، لويجي إيناودي، الذي شغل منصب وزير الاقتصاد ومحافظ بنك إيطاليا بين عامي 1945 و1948.
في الانتخابات العامة لعام 1946، فاز الحزب الإيطالي الليبرالي، كجزء من الاتحاد الوطني الديمقراطي، بنسبة 6.8% من الأصوات، والتي كانت إلى حد ما أقل من توقعات تحالف يمثل المؤسسة السياسية قبل الفاشية. والواقع أن الاتحاد كان مدعوماً من كل الناجين من الطبقة السياسية الإيطالية قبل صعود الفاشية، من فيتوريو إمانويلي أورلاندو إلى فرانشيسكو سافيريو نيتي. في سنواته الأولى، كان الحزب الليبرالي الإيطالي موطنًا لفصائل إيديولوجية مختلفة للغاية، ومنها أنه كان يقوده على التوالي ليون كاتاني، ممثل اليسار الداخلي، ثم روبيرتو لوسيفرو، الملكي المحافظ. في عام 1948، انتُخب برونو فيابرونا المعتدل سكرتيرًا وسعى إلى إعادة توحيد جميع الليبراليين تحت الحزب (وعاد كاتاني أيضًا، الذي ترك الحزب بعد انتخاب لوسيفيرو، إلى الجماعة).

## الرموز

1922-1926
1944–1949
1949–1979
1979–1994